# Ausländische Einkünfte (Deutschland)
Ausländische Einkünfte sind im deutschen Steuerrecht Einkünfte, die unbeschränkt steuerpflichtige natürliche und juristische Personen (unbeschränkte Steuerpflicht) aus einem ausländischen Staat beziehen. Die Einkunftsquelle liegt im Ausland.
Vom deutschen Recht anerkannte ausländische Einkünfte unterliegen der Steuerermäßigung (§ 34c, § 34d EStG, § 26 KStG), da diese Einkünfte regelmäßig auch von anderen Staaten mit einer Einkommensteuer belegt werden. Regelungszweck ist also die Vermeidung oder Abschwächung einer Doppelbesteuerung, sofern diese nicht bereits durch ein Doppelbesteuerungsabkommen verhindert wurde.

## Anerkannte ausländische Einkünfte
Ausländische Einkünfte, bei denen die festgesetzte und gezahlte und um einen entstandenen Ermäßigungsanspruch gekürzte ausländische Steuer auf die deutsche Einkommensteuer anzurechnen ist, definiert § 34d Nr. 1–8 EStG in Verbindung mit § 34 c Abs. 1 EStG. Für die Anrechnung einer der deutschen Körperschaftsteuer entsprechenden ausländischen Steuer gilt § 34c Abs. 1 EStG entsprechend (§ 26 Abs. 1 KStG). Da die Gewerbesteuer nur die Erträge inländischer Gewerbebetriebe belastet, werden hier die Gewinne und Verluste aus ausländischen Betriebsstätten und Anteilen an ausländischen Betrieben ausländischer Personengesellschaften bereits aus der Bemessungsgrundlage der Gewerbesteuer eliminiert (§ 2 Abs. 1, § 9 Nr. 2, 3, 7 und 8 GewStG).
Ausländische Einkünfte im Sinne des § 34c Abs. 1 bis 5 sind
- Einkünfte aus einer in einem ausländischen Staat betriebenen Land- und Forstwirtschaft.
- Einkünfte aus Gewerbebetrieb
  - einer im Ausland gelegenen Betriebsstätte oder eines im Ausland tätigen ständigen Vertreters,
  - aus Bürgschafts- und Avalprovisionen, wenn der Schuldner Wohnsitz, Geschäftsleitung oder Sitz im Ausland hat,
  - der Betrieb eigener oder gecharterter Seeschiffe oder Luftfahrzeuge 
    - zur Beförderungen zwischen ausländischen oder von ausländischen zu inländischen Häfen erzielt werden
    - einschließlich der Einkünfte aus anderen mit solchen Beförderungen zusammenhängenden, sich auf das Ausland erstreckenden Beförderungsleistungen.
- Einkünfte aus selbständiger Arbeit, die im Ausland ausgeübt oder verwertet werden oder wurden.
- Einkünfte aus der Veräußerung von
  - Wirtschaftsgütern, die zum Anlagevermögen eines Betriebs gehören, wenn die Wirtschaftsgüter im Ausland belegen sind,
  - Anteilen an Kapitalgesellschaften, wenn die Gesellschaft ihre Geschäftsleitung oder ihren Sitz im Ausland hat.
- Einkünfte aus nichtselbständiger Arbeit, 
  - die im Ausland ausgeübt oder,
  - ohne im Inland ausgeübt zu werden oder worden zu sein, im Ausland verwertet wird oder worden ist, und
  - Einkünfte, die von ausländischen öffentlichen Kassen mit Rücksicht auf ein gegenwärtiges oder früheres Dienstverhältnis gewährt werden.
  - Einkünfte, die von inländischen öffentlichen Kassen einschließlich der Kassen der Deutschen Bundesbahn und der Deutschen Bundesbank mit Rücksicht auf ein gegenwärtiges oder früheres Dienstverhältnis gewährt werden, gelten auch dann als inländische Einkünfte, wenn die Tätigkeit in einem ausländischen Staat ausgeübt wird oder worden ist.
- Einkünfte aus Kapitalvermögen, wenn der Schuldner Wohnsitz, Geschäftsleitung oder Sitz im Ausland hat oder das Kapitalvermögen durch ausländischen Grundbesitz gesichert ist.
- Einkünfte aus Vermietung und Verpachtung, soweit das unbewegliche Vermögen oder die Sachinbegriffe im Ausland belegen oder die Rechte zur Nutzung in einem ausländischen Staat überlassen worden sind.
- Sonstige Einkünfte, wenn
  - der zur Leistung der wiederkehrenden Bezüge Verpflichtete Wohnsitz, Geschäftsleitung oder Sitz im Ausland hat,
  - bei privaten Veräußerungsgeschäften die veräußerten Wirtschaftsgüter im Ausland belegen sind,
  - bei Einkünften aus Leistungen einschließlich der Einkünfte aus Leistungen im Sinne des § 49 Abs. 1 Nr. 9 EStG der zur Vergütung der Leistung Verpflichtete Wohnsitz, Geschäftsleitung oder Sitz im Ausland hat.

## Nationales Steuerermäßigungsverfahren
Für im Inland steuerpflichtige ausländische Einkünfte ist nach dem Welteinkommensprinzip der Einkommensteuererklärung in Deutschland die Anlage AUS beizufügen.
§ 34c EStG regelt das nationale Steuerermäßigungsverfahren bei ausländischen Einkünften gegenüber Staaten, mit denen kein Doppelbesteuerungsabkommen besteht.
Hierbei sind grundsätzlich zwei Verfahren vorgesehen:
- Anrechnungsverfahren für ausländische Einkünfte und das
- Abzugsverfahren für ausländische Einkünfte.[3]